# Nederlandse Goudkustexpeditie (1869-1870)

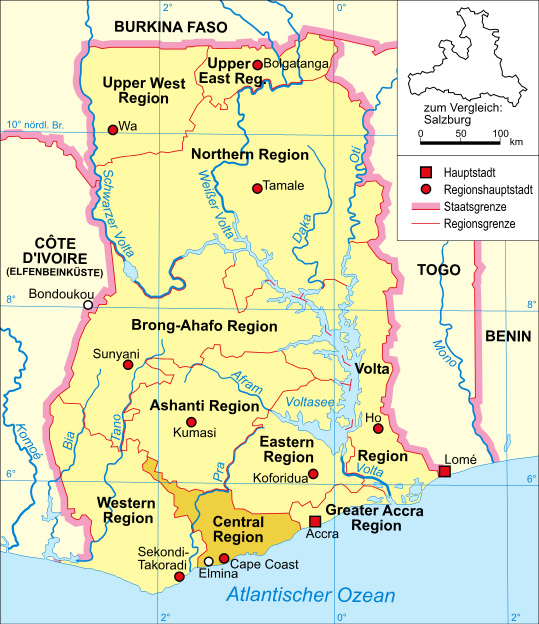
Het huidige Ghana

De Nederlandse Goudkustexpeditie of de Expeditie naar de westkust van Guinea vond plaats van december 1869 tot januari 1870. Het was een strafexpeditie van het Koninkrijk der Nederlanden tegen de lokale bevolking van de Afrikaanse westkust.

## Achtergrond
Sinds de afschaffing van de slavenhandel was de interesse van Nederland voor zijn kolonie, de Nederlandse Goudkust, sterk verminderd. Daarentegen was het Britse Rijk in West-Afrika in volle expansie. In 1850 hadden ze de Deense Goudkust gekocht en zetten nu druk op Nederland om hetzelfde te doen. De Nederlanders wilden nog voet aan wal houden in de regio. In 1867 werd het Engels-Nederlandse Goudkustverdrag getekend. Hierbij werd overeengekomen, dat alles wat ten westen van Elmina ligt, Nederlands bleef en alles wat ten oosten ligt, Brits. Het advies van de lokale bevolking werd niet gevraagd. Alles verliep naar wens, behalve de situatie in het fort Vredenburg, Commendah. De lokale bevolking, de Kwassie-Krom van de Fante Confederatie, weigerde de Nederlandse vlag te hijsen.

## Verloop
Op 26 mei 1869 kwam gouverneur Cornelis Nagtglas, met het schip de Amstel, aan bij het Fort Komenda. De eerst uitgezonden verkenningssloep, alvorens Nagtglas aan land te brengen, sloeg om in de branding en de meeste opvarenden verdronken. De vijf overlevenden werden door de lokale bevolking gevangengenomen en bij die schermutselingen viel er een dode. Eén van hen was Karel Pieter Cornelis de Bazel, de vader van architect Karel de Bazel. Dankzij de Britten konden de gijzelaars worden vrijgekocht. De Nederlandse regering riep, onder druk van de pers, op tot een strafexpeditie.
Het oorlogsschip de vice-admiraal Koopman onder leiding van Kapitein-luitenant-ter-zee B.D. van Troyen werd naar Fort Komenda gestuurd. Het fort te Commendah was een ruïne en voor Europeanen geheel onbewoonbaar en dus werden de manschappen, waaronder enkele van de bevrijde marinemensen als K.P.C. de Bazel, gelegerd op het strand. In januari 1870 was het fort veroverd, de lokale bevolking vluchtte naar Cape Coast, dat in Britse handen was.

## Vervolg
De andere bevolkingsgroep die door het verdrag van 1867 was getroffen, waren de Ashanti. De spanning tussen de Nederlanders en de Ashanti liep op en op 25 februari 1871 met het Goudkustverdrag werd de Nederlandse Goudkust verkocht aan de Britten. In 1873 brak de derde Ashanti-oorlog uit. De Britten traden toen zeer hard op, want de Ashanti waren de meest krijgshaftige stam van het land.